# Mikkel Jensen (fodboldspiller, født 1977)
 Der er flere personer med dette navn, se Mikkel Jensen.
Mikkel Jensen (født 6. januar 1977 i København) er en dansk tidligere fodboldspiller, der spillede i en række danske og svenske fodboldklubber som FC Midtjylland, Hammarby IF, IF Brommapojkarna og Brøndby IF.
Han har desuden efter sin aktive spillerkarriere været assistenttræner for Karlbergs BK i perioden 2011 til 2014.